# トラフィック (映画)
『トラフィック』（原題: Traffic）は、スティーヴン・ソダーバーグ監督による2000年のアメリカ映画で、麻薬をテーマにした群像劇作品。

## 概要
アメリカとメキシコの両国で、麻薬密輸とそれをなくすために戦う者たちの姿を、実際に起こった事件や実在の人物をモデルに取り入れて描いた作品。2000年度第73回アカデミー賞の監督賞、助演男優賞（ベニチオ・デル・トロ）、脚色賞、編集賞の4部門を制覇した他、ゴールデングローブ賞の脚本賞、助演男優賞、ベルリン国際映画祭の男優賞など多数の賞を受賞した。
同時進行する三つの物語をスクリーン上で区別しやすくするため、メキシコでは黄色がかった薄暗い映像、ワシントンD.C.やオハイオ州では青く灰みがかった映像、カリフォルニアではコントラストの高い映像、とシーンによって画質に特徴を持たせる手法を用いている。
なお、劇中のアルトゥーロ・サラザール将軍は、メキシコに実在した麻薬カルテル「フアレス・カルテル」の手下として働いていたヘスス・グティエレス・レボロ将軍を、オブレゴン兄弟は、アレジャーノ・フェリックス兄弟をモデルにしている。

## あらすじ
麻薬に汚染され切った大国・アメリカの首都・ワシントンD.C.で、麻薬撲滅担当の大統領補佐官に就任したオハイオ州のロバート・ウェークフィールド判事と、名門校に通う仲間らと麻薬におぼれるその娘キャロライン。
カリフォルニア州南部の麻薬密輸の仲介を一手に担うエデュアルド・ルイス、カルロス・アヤラとその妻ヘレーナ。そのカリフォルニアで白人たちへのライバル心を抱きつつも　麻薬密輸を撲滅すべく一心不乱に任務を遂行する麻薬取締捜査官モンテル・ゴードンとレイ・カストロ。
アメリカとの国境にあり、アメリカ人が求める麻薬供給ルートの中継地点となっているメキシコ最北端の都市・ティフアナで、バハ・カリフォルニア州警察の麻薬捜査官として働くハビエル・ロドリゲスとマノーロ・サンチェス。
それぞれの役割で、麻薬密輸とそれをなくすための戦いに関わる人物たちの物語が同時進行していく。

## キャスト
| 役名                             | 俳優                           | 日本語吹替 |
| -------------------------------- | ------------------------------ | ---------- |
| ロバート・ウェークフィールド     | マイケル・ダグラス             | 小川真司   |
| バーバラ・ウェークフィールド     | エイミー・アーヴィング         | 火野カチコ |
| キャロライン・ウェークフィールド | エリカ・クリステンセン         | 高橋理恵子 |
| モンテル・ゴードン               | ドン・チードル                 | 後藤敦     |
| レイ・カストロ                   | ルイス・ガスマン               | 天田益男   |
| ハビエル・ロドリゲス＝ロドリゲス | ベニチオ・デル・トロ           | 山路和弘   |
| マノーロ・サンチェス             | ジェイコブ・バルガス           | 土方優人   |
| カルロス（カール）・アヤラ       | スティーヴン・バウアー         | 松本大     |
| ヘレーナ・アヤラ                 | キャサリン・ゼタ＝ジョーンズ   | 佐々木優子 |
| エデュアルド・ルイス             | ミゲル・フェラー               | 立川三貴   |
| アルトゥーロ・サラザール将軍     | トーマス・ミリアン             | 家弓家正   |
| アーニー・メッツガー             | デニス・クエイド               | 小室正幸   |
| フランシスコ・フローレス         | クリフトン・コリンズ・Jr       | 家中宏     |
| ラルフ・ランドリー将軍           | ジェームズ・ブローリン         | 石波義人   |
| ジュアン・オブレゴン             | ベンジャミン・ブラット         | 乃村健次   |
| 補佐係長                         | アルバート・フィニー           | 岩田安生   |
| セス                             | トファー・グレイス             | 矢薙直樹   |
| ボーマン                         | コーリー・スピアズ             | 花輪英司   |
| デビッド                         | アレック・ロバーツ             | 加藤沙織   |
| バネッサ                         | マジャンドラ・デルフィノ       | 小林沙苗   |
| アナ                             | マリソル・パディラ・サンチェス | 山脇小径   |
| ロザリオ                         | サルマ・ハエック               | 斎藤恵理   |
| スケッチ                         |                                | 三宅健太   |
| ソーシャルワーカー               | ヴィオラ・デイヴィス           | 斎藤恵理   |

- 日本語版制作スタッフ
演出：本吉伊都子、翻訳：松原桂子、調整：飯村靖雄、制作：グロービジョン

## 評価
レビュー・アグリゲーターのRotten Tomatoesでは161件のレビューで支持率は92%、平均点は8.00/10となった。Metacriticでは34件のレビューを基に加重平均値が86/100となった。